# RasMol

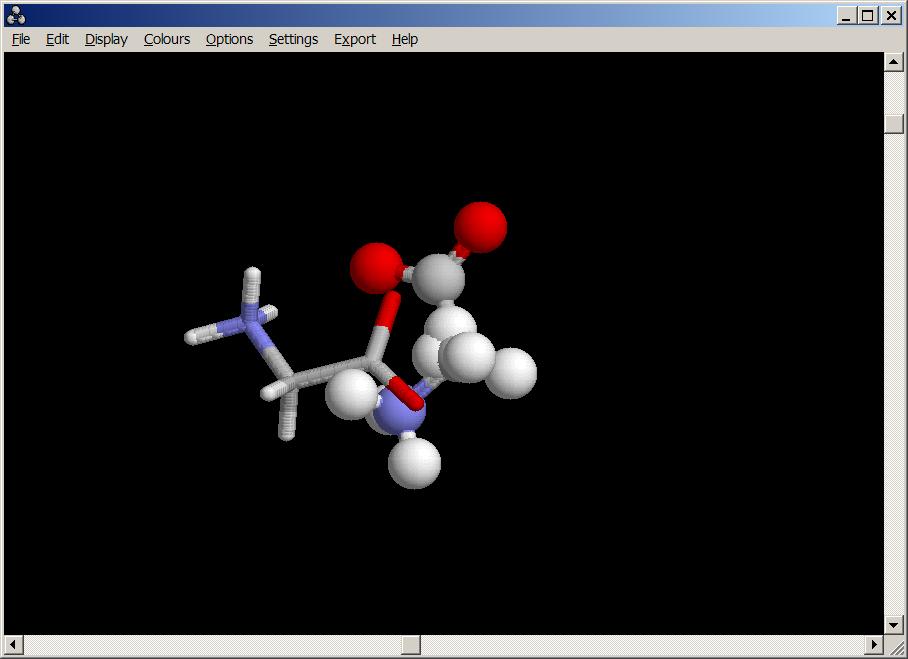
Zrzut ekranu

RasMol – graficzny program komputerowy, służący do wizualizacji i badania biologicznych struktur makromolekularnych, np. z Protein Data Bank. Pierwotna wersja została napisana przez Rogera Sayle'a na początku lat 90. XX wieku.
RasMol odegrał ważną rolę w biologii molekularnej, ponieważ jego działanie było wyjątkowo zoptymalizowane i możliwe było uruchomienie go na zwykłych komputerach osobistych. Przedtem oprogramowanie wizualizacyjne działało na stacjach graficznych, co czyniło go raczej niedostępnym dla naukowców. RasMol stał się także wartościowym programem edukacyjnym, pozostając ważnym narzędziem w pracy biologów molekularnych.
RasMol od wersji 2.7 wydawany jest na podwójnej licencji (GPL i własna licencja RASLIC). RasMol, jest obok programów takich jak Molekel, Jmol i PyMOL, jednym z nielicznych programów open source tego typu.
RasMol posiada także własny język skryptowy.